# خانه پدری من
خانه پدری من (انگلیسی: Casa de mi padre) یک فیلم در ژانر کمدی و نقیضه است که در سال ۲۰۱۲ منتشر شد. از بازیگران آن می‌توان به ویل فرل، گائل گارسیا برنال، جیمز ویکتور، دیه‌گو لونا، جنسیس رودریگز، پدرو آرمنداریس جونیور، نیک آفرمن، افرن رامیرز، آدریان مارتینز اشاره کرد.